# Kyle Kulinski
Kyle Edward Kulinski (New York, 31 januari 1988) is een Amerikaanse politiek commentator en presentator. Kulinski is de presentator en producent van The Kyle Kulinski Show op zijn YouTube-kanaal Secular Talk en is co-host met zijn partner Krystal Ball op de progressieve podcast Krystal Kyle & Friends.
Kulinski omschrijft zichzelf als linkse populist en sociaaldemocraat. Hij is medeoprichter van Justice Democrats, een progressief politiek actiecomité wiens kandidaten geen zakelijke donaties aannemen.

## Vroeg leven
Kulinski werd geboren op 31 januari 1988 in een familie van Poolse en Italiaanse afkomst. Hij is geboren en getogen in Westchester County, een buitenwijk van New York. In 2006 studeerde af aan de New Rochelle High School en in 2010 aan het Iona College met een bachelor in politieke wetenschappen en een minor in psychologie.
Kulinski schrijft de voortijdige dood van zijn vader toe aan ontoereikende gezondheidszorg, daarnaast hebben de Irakoorlog in zijn tienerjaren en de werken van Noam Chomsky bijgedragen aan zijn politieke opvattingen.

## Carrière

### De Kyle Kulinski-show
Tijdens zijn studie politicologie startte Kulinski in het voorjaar van 2008 een YouTube-kanaal, genaamd "Secular Talk". Kyle gaf vanaf het begin aan dat de show zeer links zou zijn. Hij presenteert het nieuws op een brutale en directe toon, met humor en scheldwoorden, in groot contrast met de professionele presentatiestijl van reguliere nieuwsuitzendingen.
Gedesillusioneerd door de Amerikaanse president Barack Obama tegen het einde van zijn eerste ambtstermijn, begon Kulinski fulltime video's te maken en zond hij The Kyle Kulinski Show uit op BlogTalkRadio. Deze activiteit bracht zijn YouTube-abonnee-aantal boven de 100.000. Sindsdien worden zijn video's regelmatig honderdduizenden keer bekeken.

### Justice Democrats
In december 2016, na de presidentsverkiezingen van 2016 in de Verenigde Staten, richtte Kulinski, samen met Cenk Uygur van The Young Turks, en Saikat Chakrabarti en Zack Exley van de presidentiële campagne van Bernie Sanders in 2016, Justice Democrats op, een politiek actiecomité met als doel progressieve kandidaten te steunen bij voorverkiezingen tegen Democratische leden van het congres. Uygur en Kulinski namen eind 2017 ontslag bij de groep. Sinds zijn vertrek heeft Kulinski zijn afkeuring uitgesproken over de politieke strategie van de Justice Democrats en uit hij kritiek op congresleden aangesloten bij Justice Democrats omdat ze hun stemmen niet hadden onthouden aan Voorzitter van het Huis van Afgevaardigde Nancy Pelosi om een stemming af te dwingen over Medicare for All (universele publieke gezondheidszorg).

### Krystal Kyle & Friends
In januari 2021 begonnen Kulinski en Krystal Ball een podcast met de titel Krystal Kyle & Friends, waarin ze allebei co-hosts zijn. Bekende podcastgasten zijn onder meer Russell Brand, Noam Chomsky, Glenn Greenwald, Bernie Sanders, Nina Turner, Cornel West, Marianne Williamson, Jordan Peterson, Vaush en Andrew Yang.

## Privéleven
Kulinski verloofde zich in september 2022 met collega-politiek commentator Krystal Ball.